# Campeonato Chileno de Futebol de 1970 - Segunda Divisão
O Campeonato Chileno de Futebol de Segunda Divisão de 1970 foi a 19ª edição do campeonato do futebol do Chile, segunda divisão, no formato "Primera B". Em turno e returno os 14 clubes jogam todos contra todos. O Campeão é promovido para o Campeonato Chileno de Futebol de 1971. Os três últimos iriam para um "torneio da morte", onde o último colocado iria para as Associações de Origem de Futebol do Chile — nível local.

## Participantes
| Equipe                                        | Cidade           | Região                           | No ano anterior                                      | Estádio                                               | Capacidade | Títulos        | Participações |
| --------------------------------------------- | ---------------- | -------------------------------- | ---------------------------------------------------- | ----------------------------------------------------- | ---------- | -------------- | ------------- |
| Deportes Iberia                               | Los Ángeles      | Região de Bío-Bío                | Quarto Lugar                                         | Estádio Municipal de Los Ángeles                      | 5.000      | 0 (não possui) | 16            |
| Club de Deportes Ñublense                     | Chillán          | Região de Bío-Bío                | Vice Campeão                                         | Estádio Bicentenário Municipal Nelson Oyarzún         | 12.000     | 0 (não possui) | 11            |
| Club Deportivo Lister Rossel                  | Linares          | Região de Maule                  | Nono Lugar                                           | Estádio Fiscal de Linares                             | 7.000      | 0 (não possui) | 10            |
| Club Deportivo Municipal de Santiago          | Santiago         | Região Metropolitana de Santiago | Sétimo Lugar                                         | Estádio Militar                                       | 13.500     | 0 (não possui) | 8             |
| Club Social y Deportivo San Antonio Unido     | San Antonio      | Região de Valparaíso             | Décimo Segundo Lugar                                 | Estádio Municipal Doctor Olegario Henríquez Escalante | 2.000      | 0 (não possui) | 9             |
| Colchagua Club de Deportes                    | San Fernando     | Região de O'Higgins              | Décimo Terceiro Lugar                                | Estádio Municipal Jorge Silva Valenzuela              | 5.900      | 0 (não possui) | 14            |
| Club de Deportes Coquimbo Unido               | Coquimbo         | Região de Coquimbo               | Oitavo Lugar                                         | Estádio La Pampilla                                   | ---        | 1 (1962)       | 9             |
| Ferroviarios de Chile                         | Estación Central | Região Metropolitana de Santiago | Quinto Lugar                                         | Estádio Ferroviário Hugo Arqueros Rodríguez           | 30.000     | 0 (não possui) | 2             |
| Club Deportivo y Social Naval                 | Talcahuano       | Região de Bío-Bío                | Décimo Primeiro Lugar                                | Estádio El Morro                                      | 7.152      | 0 (não possui) | 3             |
| Club Deportivo San Luis                       | Quillota         | Região de Valparaíso             | Terceiro Lugar                                       | Estádio Municipal Lucio Fariña Fernández              | 7.500      | 2 (1955, 1958) | 7             |
| Club de Deportes Unión San Felipe             | San Felipe       | Região de Valparaíso             | Sexto Lugar                                          | Estádio Municipal de San Felipe                       | 18.500     | 0 (não possui) | 6             |
| Club de Deportes Ovalle                       | Ovalle           | Província de Coquimbo            | Acesso via Associações de Origem de Futebol do Chile | Estádio Municipal de Ovalle                           | 8.000      | 0 (não possui) | 7             |
| Club de Deportes Badminton                    | Curicó           | Região de Maule                  | Acesso via Associações de Origem de Futebol do Chile | Estádio La Granja                                     | 8.000      | 0 (não possui) | 1             |
| Corporación Club de Deportes Santiago Morning | Independencia    | Região Metropolitana de Santiago | Rebaixado do Campeonato Chileno de Futebol de 1969   | Estádio Santa Laura                                   | 22.375     | 1 (1959)       | 4             |

## Campeão
| Campeão Chileno Segunda Divisão 1970                               |
| ------------------------------------------------------------------ |
| Club de Deportes Unión San Felipe (San Felipe) (1º título) Campeão |